# Conocephalus cercorum
Conocephalus cercorum är en insektsart som beskrevs av Sjöstedt 1926. Conocephalus cercorum ingår i släktet Conocephalus och familjen vårtbitare. Inga underarter finns listade i Catalogue of Life.